# Cachelada leonesa
La cachelada leonesa (denominada abreviadamente como cachelada) es un plato de patatas típico de la provincia de León (Generalmente la zona del Bierzo). Se suele elaborar con patatas cocidas (cachelos) en un puchero con unos chorizos. Es un plato consistente que se suele servir caliente recién elaborado.

## Características
Se elabora cociendo las patatas (cachelos) mondadas en agua hirviendo que contiene previamente chorizos (es tradicional que sea chorizo del Bierzo). El plato se suele preparar en un pote. El caldo sobrante suele emplearse para cocer unas verduras y elaborar una sopa de verduras. Se suele servir caliente, los cachelos y el chorizo.